# Sheila Take a Bow
«Sheila Take a Bow» - en españolː Sheila hace una reverencia - es una canción de la banda británica The Smiths. Fue lanzado como sencillo en abril de 1987, alcanzando el puesto #10 en el UK Singles Chart, su nivel más alto de éxitos puesto en su carrera profesional. 
Fue uno de los muchos sencillos que aparecía "entre un álbum" (el último de cuatro en una fila), no perteneció a ninguno de los álbumes de estudio. Pero, sin embargo, aparece en la compilación Louder Than Bombs lanzado a finales de año. 
Las dos caras B del sencillo, "It Really So Strange?" y "Sweet And Tender Hooligan" también aparecen en Louder Than Bombs. 
Un CD de Alemania se publicó con las pistas del 12" del Reino Unido así como "Panic" y las pistas del sencillo de 12" anterior "Shoplifters of the World Unite". Los siete temas de este CD son iguales a las siete primeras pistas de Louder Than Bombs.

## Portada
La portada del sencillo tiene a Candy Darling, la actriz de la película Women in Revolt (1971). Candy Darling era una mujer transexual y parte del séquito de Andy Warhol. 

## Lista de canciones

### 7": Rough Trade / RT196 (UK)
1. «Sheila Take a Bow» (2:41)
2. «Is It Really So Strange?» [Peel Session 17/12/86] (3:04)

### 12": Rough Trade / RTT196 (UK)
1. «Sheila Take a Bow» (2:41)
2. «Is It Really So Strange?» [Peel Session 17/12/86] (3:04)
3. «Sweet and Tender Hooligan» [Peel Session 17/12/86] (3:35)

### CD: Line / LICD9.00308L (Germany)
1. «Sheila Take a Bow» (2:41)
2. «Is It Really So Strange?» [Peel Session 17/12/86] (3:04)
3. «Sweet and Tender Hooligan» [Peel Session 17/12/86] (3:35)
4. «Shoplifters of the World Unite» (2:57)
5. «Half a Person» (3:36)
6. «Panic» (2:20)
7. «London» (2:07)

- Datos: Q3959330